# 升起

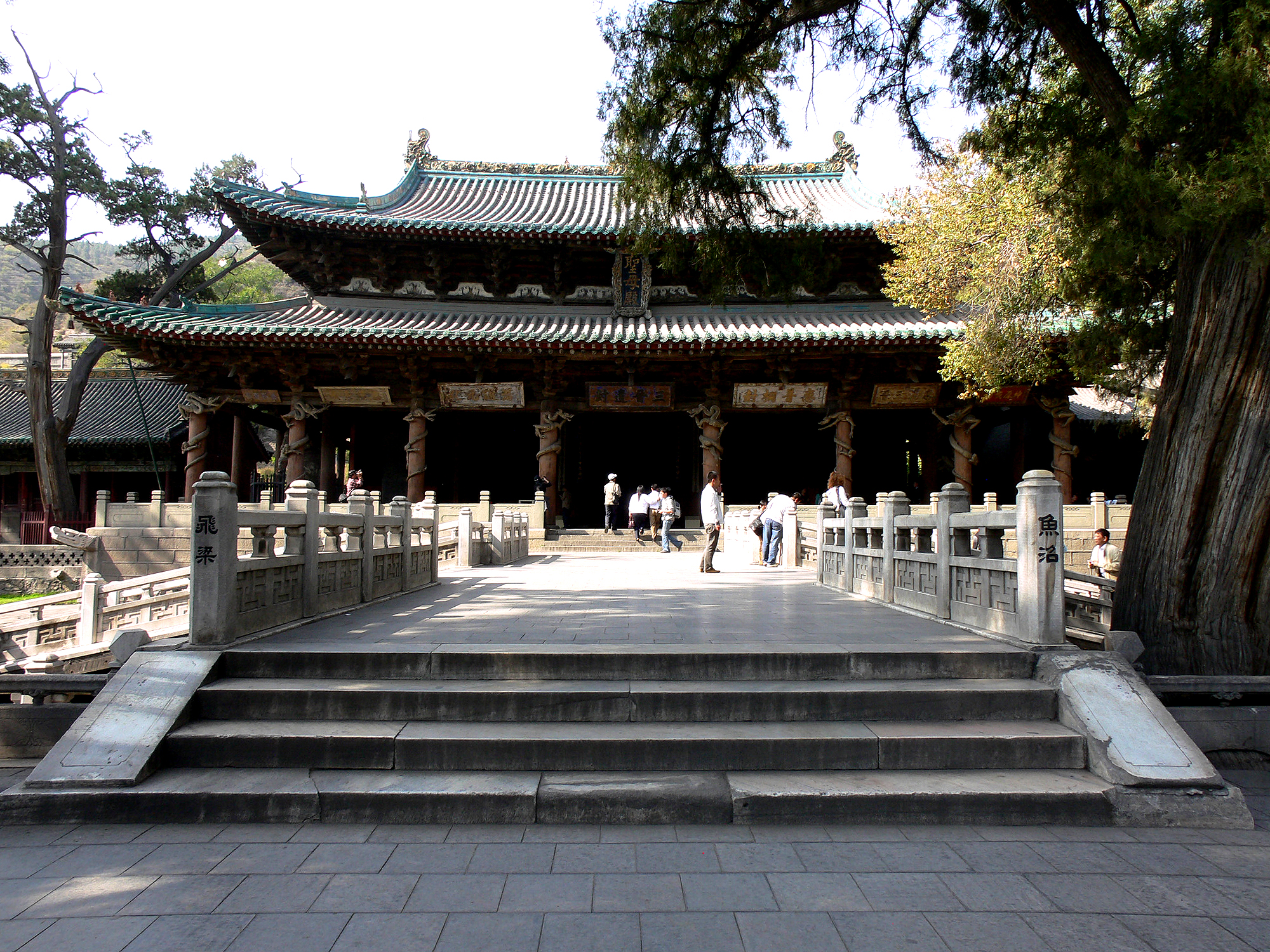
山西太原晋祠宋代建筑圣母殿的角柱升起

升起（生起）为宋《营造法式》中词汇，指建筑的檐柱由中间两柱向两端角柱逐渐升高，由此前檐呈缓和的上扬曲线的做法。升起的作法，唐代实物就有了。
明清官式建筑，取消角柱升起。部分地区的建筑依然保留了角柱和正脊升起的做法。

## 《营造法式》的升起
《营造法式》规定由三开间殿堂到十三开间大殿的角柱升起：
| 殿堂间数 | 角柱升起 |
| -------- | -------- |
| 三间     | 二寸     |
| 五间     | 四寸     |
| 七间     | 六寸     |
| 九间     | 八寸     |
| 十一间   | 一尺     |
| 十三间   | 一尺二寸 |